# Avengers (jogo eletrônico de 1987)
Avengers, às vezes conhecido como Avenger, e conhecido no Japão como Hissatsu Buraiken (必殺 無頼拳, lit. "Deadly Ruffian Fist") "Deadly Ruffian Fist"), é um jogo de arcade beat'em up de rolagem vertical de 1987, desenvolvido e publicado pela Capcom. O jogo foi dirigido por Takashi Nishiyama, que mais tarde co-planejou o Street Fighter original e alguns dos primeiros jogos de luta da SNK.

## Jogabilidade
O jogo se passa em Paradise City, onde o vilão, "Geshita", capturou 6 meninas da cidade. O objetivo do jogador (como Ryu ou Ko) é banir "Geshita" de Paradise City de uma vez por todas. Durante o jogo, o jogador pode pegar upgrades como o "Speed Up", o Super Punch, Grenades, Shurikens, Nunchaku e saúde extra. O jogo também apresenta áreas ocultas em cada nível, acessadas quebrando portas em estruturas dos dois lados da tela. O personagem do jogador tem três meios normais de ataque: socos, que são rápidos com curto alcance, chutes, que são mais lentos com maior alcance, e Roundhouse, que atinge em um movimento de 360 graus.

## Portas e releases relacionados
Mais tarde, Avengers foi incluído na Capcom Classics Collection: Remixed para o PSP e Capcom Classics Collection Vol. 2 para o PlayStation 2 e Xbox. Foi um dos jogos iniciais disponíveis para download no Capcom Arcade Cabinet, uma compilação lançada digitalmente para PlayStation 3 e Xbox 360 em 19 de fevereiro de 2013.